# 尤利娅·利尔
尤利娅·利尔（德語：Julia Lier，1991年11月11日—），德国女子赛艇运动员。她曾代表德国参加2016年夏季奥林匹克运动会赛艇比赛，联同安妮卡特琳·蒂勒、卡丽娜·贝尔和莉萨·施米德拉获得女子四人双桨金牌。